# Kaan Önder
Kaan Önder (ur. 10 stycznia 1997 w Stambule) – turecki kierowca wyścigowy.

## Kariera
Zanim Önder rozpoczął karierę w międzynarodowych wyścigach samochodowych, startował w wyścigach kartingowych. W latach 2008–2009 zdobywał tytuł mistrzowski w Mistrzostwach Turcji, odpowiednio w klasach ICA Junior oraz KF3. W 2010 roku był najlepszy w klasie KF3 South East European Karting Zone, a roku później - w Rotax International Open - Junior. W 2013 roku przesiadł się do bolidów jednomiejscowych w Formule BMW Talent Cup. Z dorobkiem 28 punktów ukończył tam sezon na siódmej pozycji. Rok później Turek dołączył do stawki European Touring Car Cup w klasie Super 2000 TC2. Został sklasyfikowany na szóstym miejscu.